# Круглов, Роман Геннадьевич
Роман Геннадьевич Круглов (родился 27 февраля 1988 года в Ленинграде) — русский поэт, критик, переводчик, редактор, исследователь искусства. Автор пяти поэтических книг. Создатель сборника литературоведческих и критических статей. Секретарь Союза писателей России (с 2018 года). Член бюро секции критики Санкт-Петербургского отделения Союза писателей России, заведующий литературоведческой частью альманаха «Молодой Петербург».

## Биография и характеристика творчества
Отец — инженер-механик, мать — инженер оптик-механик. Первая публикация Романа Круглова состоялась в 2000 году в периодическом издании Литературного клуба «Дерзание» «Взмах крыла».
В последующие годы стихотворения Романа Круглова публиковались в сборниках и периодической печати Санкт-Петербурга, других городов России и зарубежья: в «Литературной газете» (Москва), журналах «Невский альманах» (Санкт-Петербург), «Новый Енисейский литератор» (Красноярск), «Русское поле» (Кишинёв), «Немига литературная» (Минск), «Каштановый дом» (Киев), «Зарубежные задворки» (Дюссельдорф), «Чайка» (Вашингтон), «Север» (Петрозаводск) и др.
Уже в первой книге стихотворений Круглова «История болезни», выпущенной в 2010 г., ярко проявилась приверженность автора петербургской поэтической школе и своеобразие его творческой манеры.
Критик Елена Иванова интерпретировала концепцию «Истории болезни» так:

 «Речь идет как о неустойчивости и неуютности художественного мира, как и о том, как именно это выражается в тексте — червоточиной декаданса на крепком классическом стихе (…) лаконичность и четкость создают ту сдержанность, которая любую истерику перешибет по силе воздействия». — Иванова Е. История Болезни Романа Круглова // Альманах «Молодой Санкт-Петербург» 2010-2011, с. 98-101.
Во второй книге Круглова «36 кадров», по мнению критиков, укрупняются основные черты художественной индивидуальности автора — сосредоточенность на смысле и подчиненность ему всех выразительных средств.

 «Чувство меры прекрасно сочетается у Круглова с творческой смелостью (…) Так художественная правда становится выше правды жизни, вернее, замещается ею». — Алексей Ахматов «Диктатор-составитель Красивых вещей» // Красивые вещи: «Молодой Петербург». Поэзия и критика. СПб, 2009. с. 84-86
В третьей книге стихотворений Романа Круглова «Двигатель внутреннего сгорания» (2014 г.), как и в предыдущих, порядок расположения стихотворений образует определенный сюжет. Однако в ней он обретает особую четкость благодаря делению на три раздела («Еще здесь», «Боль с тенью», «Выдох»).

« „Двигатель внутреннего сгорания“ воспринимается „романом“ в виде „дневниковых записей“, „рассказов“ героя, занятого отсечением условностей, избегающего уловок, добывающего энергию для существования в режиме неразрешимых проблем утончённостью и уточнением смыслового потенциала слова» — Александр Медведев. Новое гнездо Феникса // Сайт Дома писателя

В четвертой книге стихотворений «Гербарий» поэт продолжает развивать точность образного языка, передавая размышления и душевные состояния при минимуме выразительных средств. На каждом развороте книги небольшое стихотворение сопровождается изображением засушенного растения, исполненным художницей Екатериной Дедух.
«…ощущение угасания, меланхолии, близкой зимы, смерти — все эти чувства многократно переживаются лирическим героем (и препарируются им в соответствии с правилами гербария)»
Юлия Медведва. «Гербарий» Романа Круглова // Сайт Дома писателя 
Разные критики солидарны в том, что сосредоточенность на болезненных сторонах жизни и мотивы увядания типичны для творчества Круглова, они стали частью его поэтического почерка. Однако «Гербарий» тем не менее оптимистическая книга, показывающая не только кризис мироощущения, но и возможность его преодоления.

## Критическая и исследовательская деятельность
В 2011 г. Роман Круглов с отличием окончил филологический факультет РГПУ им. А. И. Герцена. В 2012 г. поступил в аспирантуру СПбГИКиТ, где под научным руководством профессора А. Л. Казина написал кандидатскую диссертацию на тему «Художественный мир Ф. М. Достоевского на киноэкране. Проблема интерпретации». В 2016 Роману Круглову присвоена ученая степень кандидата искусствоведения. С 2013 г. Круглов преподает литературу на кафедре искусствознания СПбГИКиТ, с 2015 г. — на курсах дополнительной профессиональной переподготовки «Литературное мастерство» в РГПУ им. А. И. Герцена
В 2013 г. был выпущен сборник литературоведческих и критических статей Круглова «Грани».
Книга освещает отдельные стороны литературного процесса, выявляя их проблемные аспекты. Сборник включает в себя два раздела: литературоведение и критика. Первый объединяет статьи широкого тематического диапазона (от фольклора до советской поэзии). Раздел критики посвящён современной русскоязычной поэзии в целом, а также отдельным поэтическим изданиям начала XXI века.
В последующие годы статьи Круглова выходят в коллективных сборниках научных трудов, а также в периодических изданиях.
Проблематика исследовательских работ автора широка: творчество Ф. М. Достоевского и экранизации его романов, творчество русских писателей XX века: Е. И. Замятина, В. Я. Шишкова, М. М. Пришвина и др.
Критические статьи Круглова посвящены, в основном, современной литературе, в частности, творчеству таких писателей и поэтов, как Алексей Ахматов, Валентин Голубев, Евгений Каминский и др.
С 2014 Роман Круглов регулярно выступает в радиопередачах о литературе на Радио России (информационный канал «Полдень») и Радио Петербург (программа «Пулковский меридиан»).
В 2016 стал одним из авторов курса видеолекций «Русская классика в мировом кинематографе» Российского государственного института русского языка им. А. С. Пушкина.

## Редакторская деятельность
Роман Круглов является редактором-составителем коллективного сборника поэзии и критики «Красивые вещи» 2009 г., редактором-составителем коллективного сборника по итогам фестиваля «Полилог» 2012 г., редактором книг Е. Ивановой «Прогулка» 2014 г., Е. Дедух «Графика дней» 2014 г., Л. Гольдина «Солнце в кладовке» 2014 г., П. Синельникова «Бунт слабых» 2015 г., С. Колосова «Предприниматель» 2015 г., Е. Дедух «Погружение» 2017 г., И. Лазунина «Химсостав предчувствия» 2017 г. и др.
С 2009 г. Круглов — член редколлегии, заведующий искусствоведческой частью литературно-критического альманаха «Молодой Петербург».

## Общественная позиция
В 2022 году подписал письмо в поддержку российского военного вторжения на Украину.

## Награды и премии
Лауреат Литературных премий: «Молодой Петербург» за 2009 г.

Лауреат литературной премий премии им. Бориса Корнилова за 2013 г. (номинация «На встречу дня»).
Лауреат литературной премии журнала «Зинзивер» за 2015 г.
Победитель конкурса одного стихотворения Санкт-Петербургского отделения Союза писателей России в номинации «Лучший лирик» за 2016 г.
Шортлистер VIII Международного славянского литературного форума «Золотой Витязь»— 2017 в номинации «Поэзия», дипломант в номинации «Славянское литературоведение» (За статьи «Художественная философия Евгения Замятина», «Философия человека в творчестве Пришвина», «„Социалистический“ реализм Вячеслава Шишкова»).
Лауреат конкурса «Зеркало революции» журнала «Аврора» (2017).
Лауреат «Российского писателя» в номинации «Критика» за работы: «ЕГЭ и пропаганда»; «Христианские темы и мотивы в современной русской литературе» (2017).
Лауреат Всероссийской премии в области искусства «Созидающий мир» за книгу стихотворений «Форма жизни» (2020).
Лауреат «Российского писателя» в номинации «Критика» за статьи о литературе второй половины XX века: История современной литературы: попытка систематизации; От модернизма к традиции: социалистический реализм второй половины XX века; Роман В. А. Кочетова «Чего же ты хочешь» (1969) как зеркало идеологических процессов эпохи «Оттепели»; В. М. Шукшин как соцреалист: роман «Любавины» (1965); Литература о Великой Отечественной войне: ценностный подход, а также в номинации «Поэзия» за подборку стихотворений «Пою о небе и земле…» (2021)

## Рецензии
Алексей Ахматов «Диктатор-составитель Красивых вещей» // Красивые вещи: «Молодой Петербург». Поэзия и критика. СПб, 2009. с. 84-86

Елена Иванова. Диалог после «Полилога» // Молодой Санкт-Петербург 2012—2013, с. 116—122

Елена Иванова. Двигатель внутреннего сгорания // Зинзивер № 2 (58) 2014
Владимир Коркунов. Занесенные листопадом // Дети Ра, номер 3, 2014
Александр Медведев. Новое гнездо Феникса // Сайт Дома писателя
Герман Ионин. О книгах Романа Круглова «36 кадров» и «Гербарий» // Сайт Дома писателя
Виктор Шокальский. «Гербарий» Романа Круглова // «Петербургский дневник»
Полемика о книге стихотворений Романа Круглова на сайте Дома писателя — Два взгляда на «Форму жизни». Авторы — Геннадий Муриков и Вячеслав Овсянников.
Статья критика Татьяны Лестевой о книге Романа Круглова под названием «„Форма жизни“ или „Страдания юного Вертера?“» в литературно-философском журнале «Топос».
Критическая статья Светланы Хромичевой про книгу стихов Романа Круглова «Форма жизни» («Литературная газета»; № 28, 08-07-2020)